# Baizhuang-Schule
Die Baizhuang-Schule (chinesisch 擺莊派 / 摆庄派, Pinyin Baizhuang pai, englisch Baizhuang Sect) ist eine der vier Schulen des Südlichen (bzw. Theravāda- oder Pali-) Buddhismus (chin. Shangzuobu Fojiao oder Nanchuan Fojiao) in Yunnan. Sie wird (nach ihren chinesischen Bezeichnungen) auch Genglong-Schule (chin. Genglong pai 耿龙派) oder Siyuan-Schule (chin. Siyuan pai 寺院派) genannt. Der Glaube wurde in der mittleren Ming-Zeit aus Birma eingeführt und ist in den von den Völkern der Dai, Deang (Benglong) und Achang bewohnten Gebieten von Dehong und Baoshan in der chinesischen Provinz Yunnan verbreitet. Wie auch in der Run-Schule (潤派 / 润派,  Run pai, englisch Run Sect) ist das Mönchs- und Priesterwesen sehr stark ausgebildet und sein Einfluss sehr stark.